# Karl Fübinger
Karl Fübinger (* 23. November 1900 in Hof; † 29. Januar 1945 im Zuchthaus Brandenburg-Görden) war ein deutscher Widerstandskämpfer und NS-Opfer.

## Leben

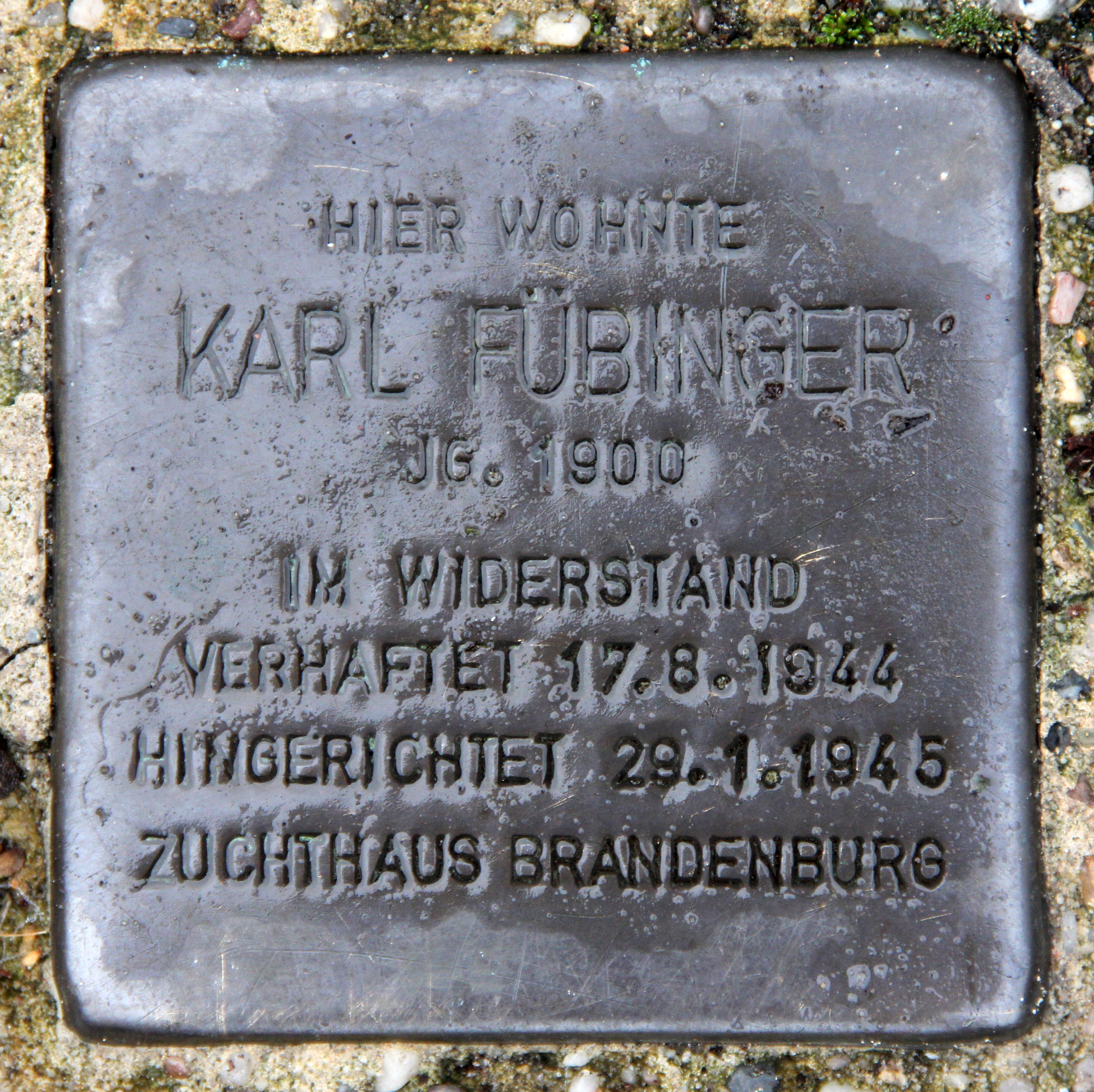
Stolperstein für Karl Fübinger am Spießweg 2 in Berlin-Wittenau

Fübinger war Maschinenbauer und Kalkulator und gehörte keiner Partei an. 1935 heiratete er die Näherin Margarete Hartmann. Fübinger arbeitete in der Maschinen- und Armaturenfabrik Alfred Teves (ATE) in Berlin-Wittenau, wo er mit anderen Angestellten eine Widerstandsgruppe aufbaute, die aus sechs Betriebszellen mit etwa 40 Mitgliedern bestand und sich Ende 1941 der Saefkow-Jacob-Bästlein-Organisation anschloss. Fübinger sammelte Geld für die Organisation und versteckte in seiner Wohnung den illegal lebenden Franz Jacob und den auf der Flucht befindlichen Fritz Goltz. Fübinger wurde am 17. August 1944 verhaftet und zusammen mit Otto Kroeger angeklagt. Am 14. Dezember 1944 wurde er vom Volksgerichtshof zum Tode verurteilt und am 29. Januar 1945 hingerichtet.

## Gedenken
Am 6. März 2009 wurde von der Stadt Berlin ein Stolperstein vor seiner Wohnung am Spießweg 2 in Berlin-Wittenau angebracht.